# Erik Wolsink
Erik Wolsink (8 september 1962, Apeldoorn) is een Nederlands voormalig topkorfballer en speler van het Nederlands korfbalteam. Hij werd als speler meerdere malen Nederlands kampioen en hij werd individueel 5 keer onderscheiden als Beste Speler. Hij won ook de titel "Speler van de Eeuw". Na zijn spelerscarrière werd Wolsink coach.
Sinds 1991 is hij onderscheiden als KNKV "Drager van het KNKV Ereteken".

## Spelerscarrière

### Deetos
Wolsink begon met korfbal op zijn 8e bij Deetos uit Dordrecht. Hij speelde t/m 1986 in de hoofdmacht van Deetos en won met de ploeg de zaalfinale van 1980.
Wolsink stond met Deetos ook in de zaalfinale van 1981, 1982 en 1983. Echter gingen deze drie finales verloren van respectievelijk Allen Weerbaar, DOS'46 en Fortuna. In 1985 won Wolsink voor de eerste keer in zijn carrière de prijs van "Beste Korfballer".

### Oost Arnhem
In 1986 besloot Wolsink over te stappen naar Oost-Arnhem, mede vanwege het feit dat hij al even in Nijmegen woonde. Na een aantal jaar reizen tussen Nijmegen en Dordrecht wilde Wolsink dichterbij huis spelen.
In datzelfde jaar besloot ook Bram van der Zee over te stappen naar Oost-Arnhem. De twee topspelers werden al snel het KoningsKoppel in de korfbal genoemd en dit was een van de meest spraakmakende transfers in de korfbalgeschiedenis. Bram van der Zee vertrok weer na twee seizoenen terug naar Allen Weerbaar, waardoor het koningskoppel slechts twee seizoenen samen speelden. In die twee seizoenen werden in beide gevallen de zaalfinale gehaald en gewonnen.
Wolsink speelde tot en met 1991 bij Oost-Arnhem. Hij speelde nog wel de zaalfinales van 1989 en 1991, maar deze gingen verloren. Wolsink stopte op 29-jarige leeftijd met spelen. Hij sloot zijn carrière af met de prijs van Beste Korfballer, een prijs die hij voor de vijfde keer ontving. Tot op heden is hij de enige speler die deze prijs vijf keer won. Een veldtitel is de enige prijs die ontbreekt op zijn palmares.

## Erelijst
- Nederlands kampioen zaalkorfbal, 3x (1980, 1987, 1988)
- Europacup kampioen zaalkorfbal, 2x (1988, 1989)
- Korfballer van het Jaar, 5x (1985, 1986, 1987, 1988, 1991)
- Korfballer van de Eeuw (2000)

## Oranje
Wolsink speelde 26 officiële interlands voor het Nederlands korfbalteam. Van deze 26 interlands waren er 5 op het veld en 21 in de zaal.
Hij won goud op de Wereldkampioenschappen van 1984 en 1987 en de World Games van 1985. Wolsinks laatste wapenfeit in Oranje was het WK van 1991, het beroemde WK waarin België het goud won.

## Coach
Na zijn carrière als speler is Wolsink coach geworden. Zijn eerste coachingsklus was echter geen succes. Hij begon bij DVO in 1992, maar daar werd hij na anderhalf jaar op non-actief gezet. Naderhand gaf Wolsink zelf toe dat hij te snel rigoureuze veranderingen wilde doorvoeren.

### Oost Arnhem
Van 1994 t/m 1996 was Wolsink coach van Oost-Arnhem, waar hij zelf 5 seizoenen speelde. Hij verving daar vertrekkend coach Arjan Tiekink. Hij was nu coach van spelers waar hij zelf nog mee speelde, zoals Ron Steenbergen en Bandi Csupor, maar dat was juist een recept voor succes. Zodoende speelde Oost Arnhem in 1994-1995 zowel de zaal- als de veldfinale. Beide finales werden echter verloren, maar de ploeg won wel de zaaltitel het jaar erop. In de finale van 1996 won Oost Arnhem namelijk in de zaalfinale met 20-13 van AKC Blauw-Wit.
In 1997 mocht Oost-Arnhem, als Nederlands zaalkampioen, aantreden in de Europacup. Oost-Arnhem kwam in de finale de Belgische kampioen Catba tegen en verloor, waardoor het genoegen moest nemen met de 2e plaats in Europa.
In zowel 1995 als 1996 won Wolsink de prijs van "Beste Korfbalcoach".

### PKC
Van 2000 t/m 2003 was Wolsink coach van PKC. De ploeg stond al 3 jaar achter elkaar in de zaalfinale en dergelijk succes werd ook verwacht van coach Wolsink. In het eerste seizoen, 2000-2001 stond PKC in de zaalfinale. PKC won deze finale met 26-23 van AKC Blauw-Wit.
In het off-season na deze titel rommelde het flink bij PKC. Zowel Leon Simons als Erik Simons vertrokken bij de club waar ze iconen van waren en PKC ging seizoen 2001-2002 gehavend in. Als zaalkampioen van 2001 deed PKC in januari 2002 mee aan de Europacup. In de finale werd gewonnen van het Belgische AKC. Hierna ging de Nederlandse competitie weer verder en PKC haalde ook in 2002 weer de zaalfinale. KV Die Haghe was de tegenstander en PKC verloor met 20-17.

### DOS-WK
In 2003 ging Wolsink aan de slag bij DOS-WK, een korfbalclub uit Enschede met grote ambities. Hier verving hij de na 1 seizoen vertrokken coach Frits Wip. De ploeg was in seizoen 2002-2003 in de zaal tot de kruisfinales gekomen en was in hetzelfde jaar op het veld naar de Hoofdklasse gepromoveerd. Met Wolsink aan het roer wilde de ploeg in beide competities toonaangevend worden.
In Wolsinks eerste seizoen voor de club, 2003-2004 beschikte DOS-WK in de zaalcompetitie over de best scorende heer en dame van de competitie, namelijk Frank Landkroon en Samantha Schorn-Jonkman. Ondanks dat werd de ploeg net 3e in de competitie en miste daardoor nipt de play-offs. In de veldcompetitie ging de ploeg na winterstop door in de kampioenspoule en werd daar 2e, wat nacompetitie betekende. In de kruisfinale verloor de ploeg echter met 21-13 van KV Die Haghe.
In seizoen 2004-2005 werd DOS-WK in de zaal, net als het jaar ervoor, 3e in de Hoofdklasse B. Hierdoor miste het wederom de nacompetitie.
In de veldcompetitie haalde de ploeg wel de nacompetitie, maar verloor het in de kruisfinale met 24-18 van de uiteindelijke veldkampioen PKC.
Na dit seizoen werd de Nederlandse zaalcompetitie omgetoverd tot de Korfbal League, een nieuwe competitie-opzet met één competitie met de tien beste teams van Nederland. In seizoen 2005-2006 deed DOS-WK mee in deze nieuw opgerichte Korfbal League, maar daar verliep het niet soepel. De ploeg werd teleurstellend achtste en handhaafde zich ternauwernood. In de veldcompetitie bleef de ploeg steken in de middenmoot.
Na drie seizoenen bij DOS-WK verliet Wolsink de ploeg. Oud speler en nieuwbakken coach Frank Landkroon werd de nieuwe coach van de ploeg.

### Dalto
In 2006 werd Wolsink de nieuwe coach van het Driebergse Dalto. Onder vertrekkend coach Ben Verbree was de ploeg in 2006 gepromoveerd naar de Korfbal League en in het offseason was topschutter Jos Roseboom aangetrokken vanuit AKC Blauw-Wit. 
In seizoen 2006-2007 wist het debuterende Dalto in de korfbal league 1e te worden na de reguliere competitie. Echter ging het in de play-offs mis. Dalto speelde tegen het als nummer 4 geplaatste DOS'46 en verloor in de best-of-3 serie in twee wedstrijden. Dalto speelde nog wel de kleine finale in Ahoy, een wedstrijd om de derde/vierde plek van Nederland. Deze wedstrijd verloor Dalto van het Groningse Nic. met 27-26. Iets later, in de veldcompetitie stond Dalto ook in de nacompetitie, maar verloor het in de kruisfinale van PKC met 18-17.
In het seizoen erna, 2007-2008 werd Dalto in de korfbal league gedeeld eerste. In de play-offs kwam het uit tegen DOS'46. In de best-of-3 serie gingen beide ploegen tot het gaatje en moest er een derde, beslissende wedstrijd worden gespeeld. In deze derde wedstrijd verloor Dalto nipt met 22-21, waardoor het net geen finaleplaats wist te bemachtigen. 
In de veldcompetitie rekende Dalto in de play-offs af met het Delftse Fortuna en plaatste zich zo voor de veldfinale. In deze wedstrijd won Dalto met 23-18 van PKC. Met deze veldtitel op zak nam Wolsink na 2 seizoenen afscheid bij de club. Herman van Gunst werd de vervanger van Wolsink en werd de nieuwe hoofdcoach bij de club.

### AW.DTV
In 2010, na 1 jaar coach te zijn geweest bij Oost-Arnhem werd Wolsink de nieuwe hoofdcoach bij het Amsterdamse AW.DTV.
De ploeg had een meerjaren-plan opgesteld en wilde ook op het hoogste niveau uitkomen. Met Wolsink aan het roer wilde de club dit bereiken.
In 2010-2011 wist AW.DTV nog geen promotie af te dwingen, maar in 2011-2012 lukte dit in de zaal wel. AW.DTV werd kampioen in de Overgangsklasse en promoveerde zo naar de Hoofdklasse.
Zodoende was de club na 2 seizoenen onder Wolsink weer een stap verder bij het hoogste niveau. Wolsink nam in 2012 afscheid van de club. Jan Niebeek werd de nieuwe coach bij AW.DTV.

### Wageningen
In 2012 werd Wolsink hoofdcoach bij KV Wageningen, een nieuwe fusieclub. Zodoende werd hij de eerste coach in de geschiedenis van deze nieuwe club.
In de zaalcompetitie kwam de ploeg uit in de Hoofdklasse, in dezelfde poule als Wolsink's oude ploeg AW.DTV. In seizoen 2012-2013 werd Wageningen 4e, terwijl AW.DTV 1e werd.
In het seizoen erna, 2013-2014 degradeerde Wageningen uit de Hoofdklasse. In 2014-2015 wist Wageningen weer terug te promoveren naar de Hoofdklasse. Na drie seizoenen bij Wageningen verliet Wolsink de club, Jacko Vermeer werd zijn vervanger.

### LDODK
In 2015 kreeg Wolsink een mooie uitdaging. Hij werd gevraagd om de nieuwe coach te worden bij het Friese LDODK, een club die in 2012 naar de Korfbal League was gepromoveerd en de weg omhoog nog niet had gevonden. Met Wolsink wilde de club een stap naar de top-4 zetten.
In seizoen 2015-2016 werd LDODK in de zaal 6e en liet zo elk jaar groei zien. In de veldcompetitie miste de ploeg net 1 punt om in de nacompetitie te komen.
In het off-season werd de ploeg versterkt met 2 internationals; Marjolijn Kroon en Friso Boode. Met de komst van deze spelers was de ploeg danig verbeterd en werd ingezet op play-offs.
In 2016-2017 lukt het dan ook om een goed seizoen neer te zetten. De ploeg werd in de zaal 3e en plaatste zich zo voor de eerste keer in de clubgeschiedenis voor de play-offs. Echter verloor LDODK in 2 wedstrijden van TOP. In de veldcompetitie plaatste de ploeg zich ook voor de nacompetitie en won het de kruisfinale van PKC. Hierdoor stond LDODK in de veldfinale. In de finale werd echter met 22-12 verloren van AKC Blauw-Wit. LDODK had dan weliswaar geen prijzen gepakt dit seizoen, het had zich wel in de top-4 van Nederland gevestigd.
Gebaseerd op het seizoen ervoor waren de verwachtingen voor seizoen 2017-2018 hoog gespannen. Echter liep het seizoen niet zoals gewenst voor de club. De ploeg liet in de korfbal league steekjes vallen en dreigde uit de top-4 te vallen. In maart, met nog 2 wedstrijden voor de boeg, greep de club in. Wolsink werd ontslagen en assistent coach Henk Jan Mulder werd aangesteld als nieuwe hoofdcoach. De verandering kwam te laat en LDODK werd 5e in de competitie, waardoor het de play-offs miste. In de veldcompetitie wist LDODK geen rol van betekenis te spelen.

### KCC
Na 2,5 seizoen bij LDODK werd Wolsink in 2018 de nieuwe hoofdcoach bij KCC, een club die nog maar 1 jaar ervaring had in de korfbal league. 
In seizoen 2018-2019 had KCC het lastig en werd het uiteindelijk 9e. Hierdoor moest het degradatiekorfbal spelen om zich te handhaven. In de play-down serie verloor het in 3 wedstrijden van Tempo.
Wel wist Wolsink met KCC in de veldcompetitie kampioen te worden in de Overgangsklasse en zodoende te promoveren naar de Ereklasse.
Wolsink vertrok na 1 seizoen bij de club. Frits Wip werd de nieuwe coach van de club.

### KVZ
Na 18 jaar coach in topkorfballend Nederland besloot Wolsink coach te worden bij KVZ, een club uit Zutphen. De club speelde op het moment van aanstelling in de Tweede Klasse.

## Erelijst als coach
- Nederlands kampioen zaalkorfbal, 2x (1996, 2001)
- Europacup kampioen zaalkorfbal, 1x (2002)
- Nederlands kampioen veldkorfbal, 2x (2003 met PKC, 2006 met Dalto)
- Korfbalcoach van het Jaar, 2x (1995, 1996)

## Trivia
- Wolsink werd opgenomen in het boek 'Top 500 - beste Nederlandse sporters' (1999, Anton Witkamp & Leo van de Ruit)
- In 2000 werd Wolsink uitgeroepen tot "Korfballer van de Eeuw"